# Leszek Kułakowski

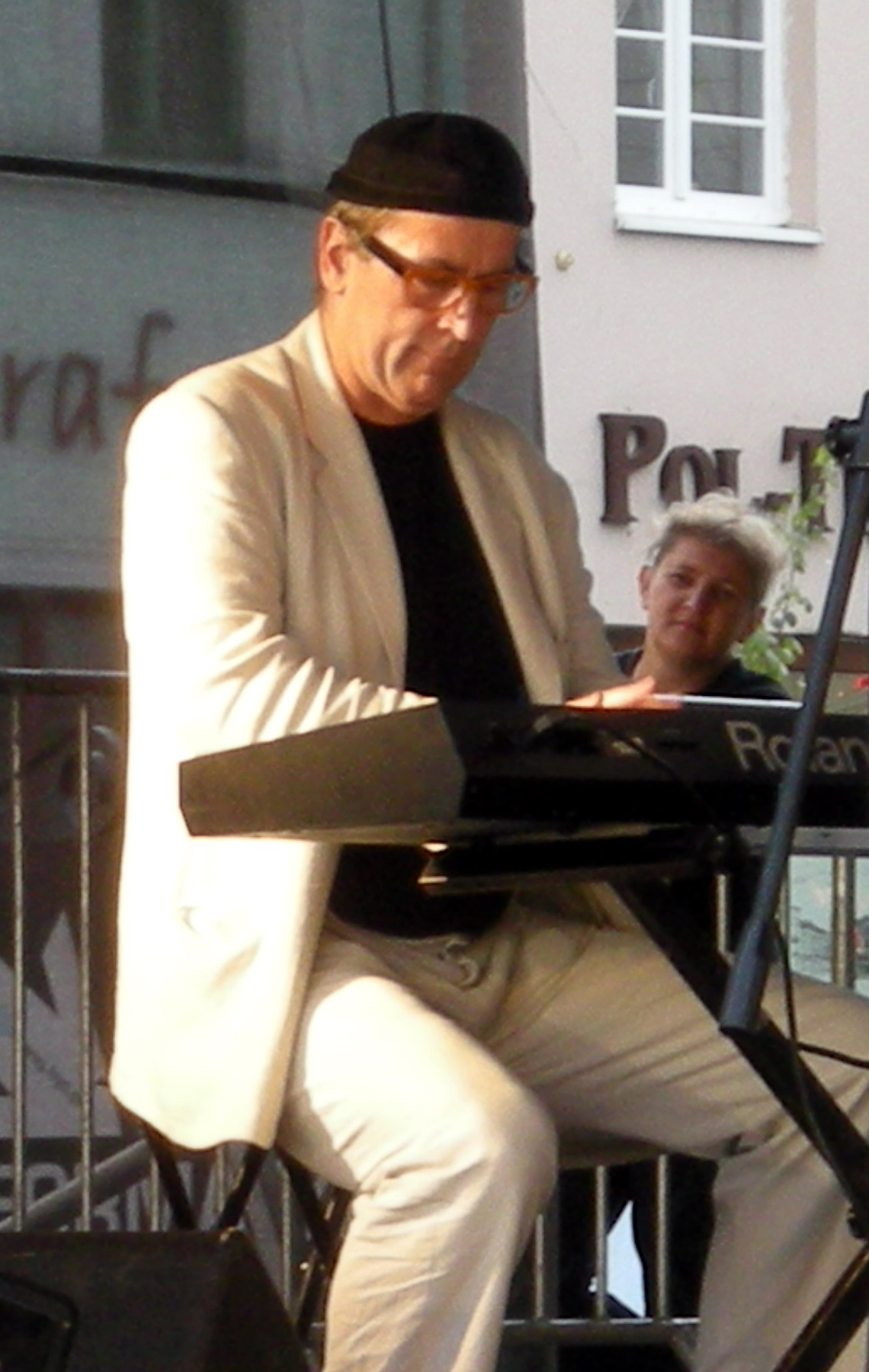
Leszek Kułakowski (2011)

Leszek Kułakowski (* 4. Dezember 1955 in Słupsk) ist ein polnischer Jazzmusiker (Piano, auch Geige, Komposition).

## Leben und Wirken
Kułakowski erhielt zunächst klassischen Geigenunterricht; dann studierte er Violine an der Musikakademie Gdańsk, wo er 1981 seinen Abschluss machte. 2000 promovierte er an der Musikakademie Katowice im Fach Komposition.
Von 1981 bis 1983 arbeitete Kułakowski mit dem Instrumentaltheater von Ryszard Miśko am Musiktheater in Gdynia als Schauspieler-Musiker und Komponist von Musik für die Produktionen Der Prozess nach Franz Kafka und Tanz der Mieter von Taniec Lokatorów. Von 1983 bis 1985 spielte er im Hamburger Mozart-Orchester.
Kułakowski war bereits seit 1979 als Jazzpianist mit seiner Band Antykwintet tätig. Mit ihr trat er 1981 beim Festival Jazz nad Odrą auftrat, wo er für seine Komposition Reinkarnacja den ersten Preis erhielt. Außerdem gab er Konzerte beim Jazz Jamboree. 1984 belegte er den zweiten Platz beim Wettbewerb für Jazzgeiger in Szczecin. 1984 bis 1986 war er als Leiter und Pianist der Funkgruppe Zu-Zu tätig, mit der er beim Pommerschen Jazz-Herbst und beim Jazz Jantar Festival in Gdańsk auftrat. Zwischen 1987 und 1993 gehörte er der Band Sami Swoi an, mit der er zahlreiche Konzerte auf europäischen Jazzfestivals gab, etwa bei Pori Jazz.
Mit seinem Sextett nahm Kułakowski 1994 sein erstes eigenes Album auf, Black & Blue. 1995 folgte Chopin and Other Songs, ein gemeinsames Projekt mit einem Jazz-Trio und dem Kammerorchester von Słupsk. 1997 erschien das Album Leszek Kułakowski & Kaszubi mit einem Jazz-Quartett, der Vokalgruppe Swinging Singers und der Folkloregruppe Modraki aus Parchowo. Auf dem Album Katharsis kombinierte er ein Jazz-Trio mit einem Streichquartett. Sein Album Eurofonia für Solostimme, Jazzquintett und Sinfonieorchester, eine dem Third Stream verpflichtete Zusammenstellung Neuer Musik, stilisierter polnischer Volksmusik und Jazz, wurde 2000 veröffentlicht; die Leser der Zeitschrift Jazz Forum wählten es zum Album des Jahres. Sein Album Komeda Variations mit den Trompetern Piotr Wojtasik, Tomasz Dąbrowski und Christoph Titz und der Sinfonia Baltica erschien 2020.
In kleinen Formationen experimentierte Kułakowski  mit Klangmaterial, das Jazzinhalte mit Aleatorik verbindet, mit Serialismus, aber auch mit Polymodalität und Polytonalität. Zu seinen wichtigsten Werken zählen seine Missa Miseri Cordis (2008) sein Klavierkonzert (2012), seine Sketches for Jazz Trio & Symphony Orchestra (2012), Dyskretny urok konsonansów für Streichorchester, (2002); Ewencja [Evention], Walczyk Dekadencki für Jazztrio und Sinfonieorchester (1995); Aleatomodalblues und Cap Ca Rap (2004); Repetition 2005 für Big Band und Ostinatopermutacje für Bassklarinette, Marimba, Gran Cassa und Klavier (2008).
Kułakowski hat mit Musikern wie Eddie Henderson (Cantabile in G-minor), Billy Harper, Andy Middleton (Copy & Insert), Ed Schuller, Al Foster, Mikael Godée (Chopin Impressions), Tomasz Stańko, Zbigniew Namysłowski (Interwały), Krzesimir Dębski (Quintophoniq) und Maciej Sikała (Red Ice) zusammengearbeitet. Weiterhin war er 1996 der Initiator des alle zwei Jahre stattfindenden Krzysztof-Komeda-Komponistenwettbewerbs und des Komeda-Jazzfestivals.
2000 wurde Kułakowski zum Professor für Musikkunst an der Pommerschen Pädagogischen Universität in Słupsk ernannt, wo er seit 2006 das Musikinstituts leitet. Ebenfalls seit 2006 unterrichtet er Komposition an der Musikakademie in Danzig und ist Leiter und Gründer des dortigen Studiengangs Jazz und Unterhaltungsmusik.

## Preise und Auszeichnungen
2001 verlieh der Gouverneur der Woiwodschaft Pommern Kułakowski den Pommerschen Kunstpreis 2000 in der Sparte Musik für seine bemerkenswerte Verbindung von Volksmusik, Jazz und zeitgenössischer Musik in Eufonia. 2003 wurde er mit dem Goldenen Verdienstkreuz der Republik Polen ausgezeichnet.